# Ногай-Отар
Ногайотар, Ногай Отар, Ногай-Отар — бывшее село в Бабаюртовском районе Дагестана. В 1929 году входило Хамза-Юртовский сельсовет. Ныне территория Хасавюртовского района.

## Географическое положение
Расположено на территории Бабаюртовского района, к юго-востоку от села Бабаюрт. Ближайшие населенные пункты: на севере— Андузлу, на юго-западе — Коьзма-аул, на юго-востоке — Хамзаюрт.

## История
В 1929 году имелось 42 хозяйств, население 205 человек из них 120 мужчин, 86 женщин. Национальный состав чеченцы.